# Jimmy Loord
Jimmy Mikael Loord, född Jonsson 19 juli 1980 i Mörlunda församling, Kalmar län, är en svensk politiker (kristdemokrat). Han var ordinarie riksdagsledamot 24 september 2018–31 mars 2019, invald för Kalmar läns valkrets.
Sedan den 1 april 2019 är Jimmy Loord invald som regionråd med särskilt ansvar för hälso- och sjukvårdsfrågor i Region Kalmar län .

## Biografi
Under mandatperioden 2014–2018 var Loord ordförande i individ- och familjenämnden i Nybro kommun.

### Riksdagsledamot
Loord valdes in i Sveriges riksdag som ordinarie riksdagsledamot i valet 2018. I riksdagen var han ledamot i utbildningsutskottet 2018–2019 samt suppleant i kulturutskottet och socialförsäkringsutskottet.
Den 4 mars 2019 meddelade Jimmy Loord att han lämnar sitt uppdrag som ledamot i Sveriges riksdag den 31 mars på grund av familjeskäl, och ersätts av Gudrun Brunegård den 1 april. Hennes efterträdare som regionråd i opposition i region Kalmar län blir Jimmy Loord.